# Basilornis
Basilornis es un género de aves paseriformes de la familia Sturnidae. Sus miembros son minás propios del archipiélago malayo.

## Especies
El género contiene cuatro especies:
- Basilornis celebensis - miná de Célebes;
- Basilornis galeatus - miná de yelmo;
- Basilornis corythaix - miná moluqueño;
- Basilornis mirandus - miná de Mindanao.